# Peel Engineering Company
La Peel Engineering Company è stata una casa automobilistica dell'Isola di Man (Regno Unito).

## Storia
La Peel Engineering Company venne fondata nell'omonima località mannese negli anni cinquanta. Negli anni sessanta, l'azienda guadagnò in notorietà grazie alle sue microcar Peel P50, ricordata per essere l'automobile circolante su strada più piccola del mondo, e la Peel Trident. La Peel giunse a contare 40 dipendenti nel suo momento di maggiore successo. L'azienda cessò la sua attività nel 1974.